# Omurtag
Omurtag u Omortag (en búlgaro: Омуртаг) fue un Kana subigi de Bulgaria de 815 a 831. Es conocido como "el Constructor".
En el comienzo de su reinado se firmó un tratado de paz por 30 años con los bizantinos, que se mantuvo en vigor hasta el final de su vida. Omurtag aplicó con éxito la política agresiva del Imperio Franco al tomar las tierras del noroeste de Bulgaria y suprimió el malestar entre varias tribus eslavas. Hizo las reformas administrativas que aumentaron el poder y la autoridad del gobierno central. Su reinado estuvo marcado por un fuerte desarrollo de la arquitectura búlgara con un número de importantes proyectos de construcción.

## Ascenso al trono
Tras la muerte del Knyaz Krum hubo un corto período de inestabilidad política en el país. Algunas fuentes mencionan que Bulgaria estaba gobernada por tres nobles, Dukum, Ditseng y Tsog que fueron recordados como perseguidores de los cristianos en las fuentes bizantinas. Existen varias teorías acerca de los acontecimientos en ese período. Según ellos, los tres nobles eran generales de Krum con un papel importante en el gobierno, pero sin asumir el trono, o siendo regentes del infantil Omurtag. Los historiadores suelen aceptar la opinión del profesor Vasil Gyuzelev de que Omurtag sucedió a su padre tras los cortos disturbios en el gobierno.

## Política exterior

### Primeros años de Omurtag

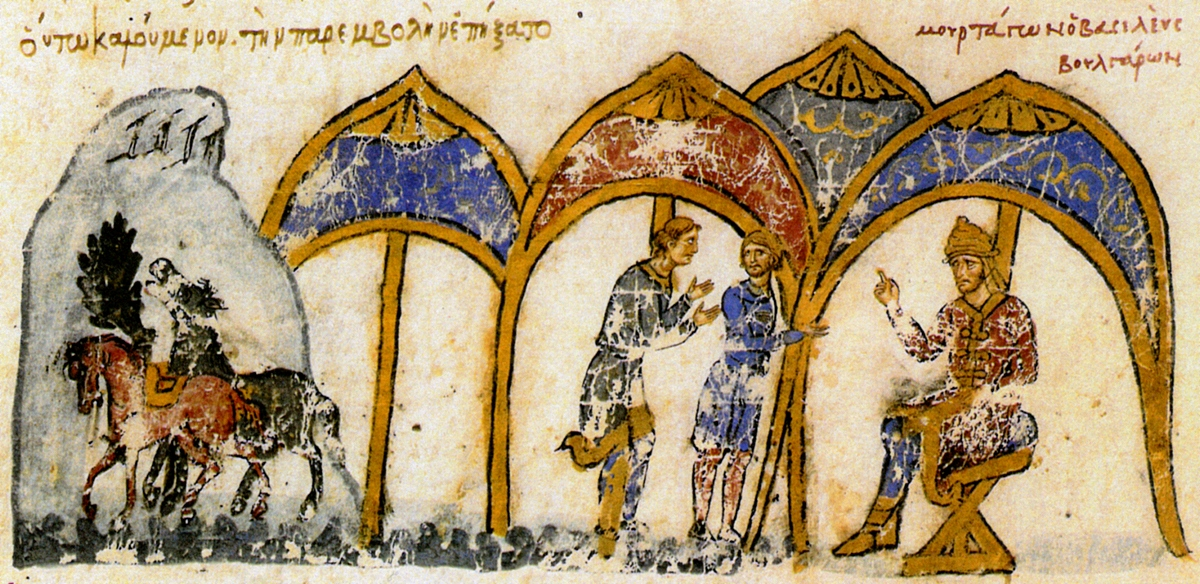
El gobernante búlgaro Omurtag envía una delegación al emperador bizantino.

Después de la repentina muerte de Krum había muchas tropas búlgaras en Tracia defendiendo diferentes puntos estratégicos. El emperador bizantino León V el Armenio hizo uso de la corta crisis en el verano de 814 y condujo a sus tropas contra los búlgaros. En la subsiguiente batalla cerca del pueblo de Burtodizos (probablemente la moderna Babaeski) salieron victoriosos los bizantinos, Omurtag escapó del campo de batalla en su veloz caballo. Sin embargo, la batalla no fue un golpe decisivo para los búlgaros aunque ciertamente tuvo algún efecto.
Además de aquel ataque los bizantinos tomaron otras precauciones contra los búlgaros. A principios de 814 se enviaron emisarios al gobernante franco Luis el Piadoso para hacer una alianza contra Bulgaria. Se desconoce si llegaron a un acuerdo pero lo más probable es que el emperador franco no estuviera de acuerdo con acciones concretas. Sin embargo, cuando la noticia de una posible alianza entre los dos imperios alcanzó a Pliska, los búlgaros deciden concluir la paz. Además se requería para consolidar su autoridad en las tierras recién conquistadas. La aparición del estado de los francos y la agitación de las nuevas tribus de las estepas hizo necesario que la retaguardia debería estar asegurada antes que una campaña más contra el Imperio bizantino. Estas consideraciones fueron el motivo para que Omurtag llegara a la conclusión de un tratado de paz de 30 años con los bizantinos en 815, que está inscrito en parte en una columna superviviente encontrada cerca de la aldea de Seltsi, Provincia de Shumen. De acuerdo con la inscripción, el tratado especifica:
- La frontera en Tracia. Se inició en la costa del Mar Negro, cerca de Develtos, pasando a lo largo de Erkesiya, continuando hasta el Makri Livada (en la actual provincia de Haskovo) en el río Maritsa y de allí a los montes Ródope, pero sin incluir Plovdiv dentro de las fronteras de Bulgaria.

- El problema con los eslavos que se mantenía en Bizancio. Los búlgaros proponían el intercambio de los cautivos bizantinos por la población eslava de Tracia.

- El intercambio de otros prisioneros de guerra.

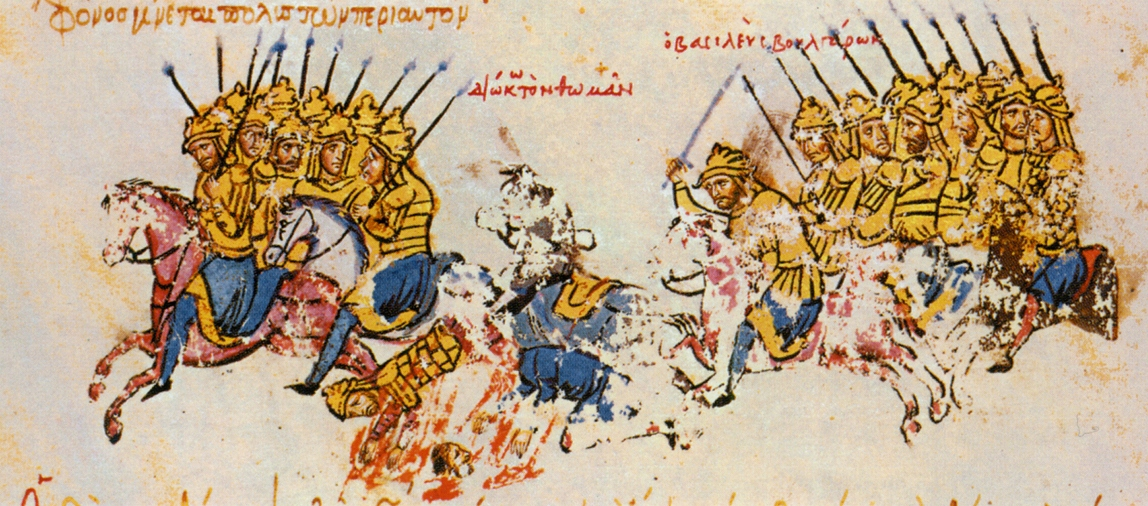
Omurtag persiguiendo a Tomas el eslavo.

Los dos gobernantes habían jurado defender las condiciones del tratado por los demás ritos, que escandalizaron a la corte bizantina. El tratado fue muy beneficioso para Bulgaria debido a que el país necesita la paz. El ejército estaba exhausto, la capital Pliska estaba todavía en ruinas después de la invasión de Nicéforo I en 811 y el Imperio Bizantino ya no era una amenaza grave para los búlgaros. El tratado fue honrado por ambas partes y se renovó después de la ascensión del nuevo emperador bizantino Miguel II al trono en 820. En 823 Tomás el Eslavo se rebeló contra el emperador bizantino y puso sitio a Constantinopla para apoderarse del trono imperial por sí mismo. El kan Omurtag envió un ejército para ayudar a Miguel II a sofocar la rebelión, el ejército búlgaro atacó a los rebeldes por la retaguardia y los derrotaron.

### Relaciones con el Imperio Franco

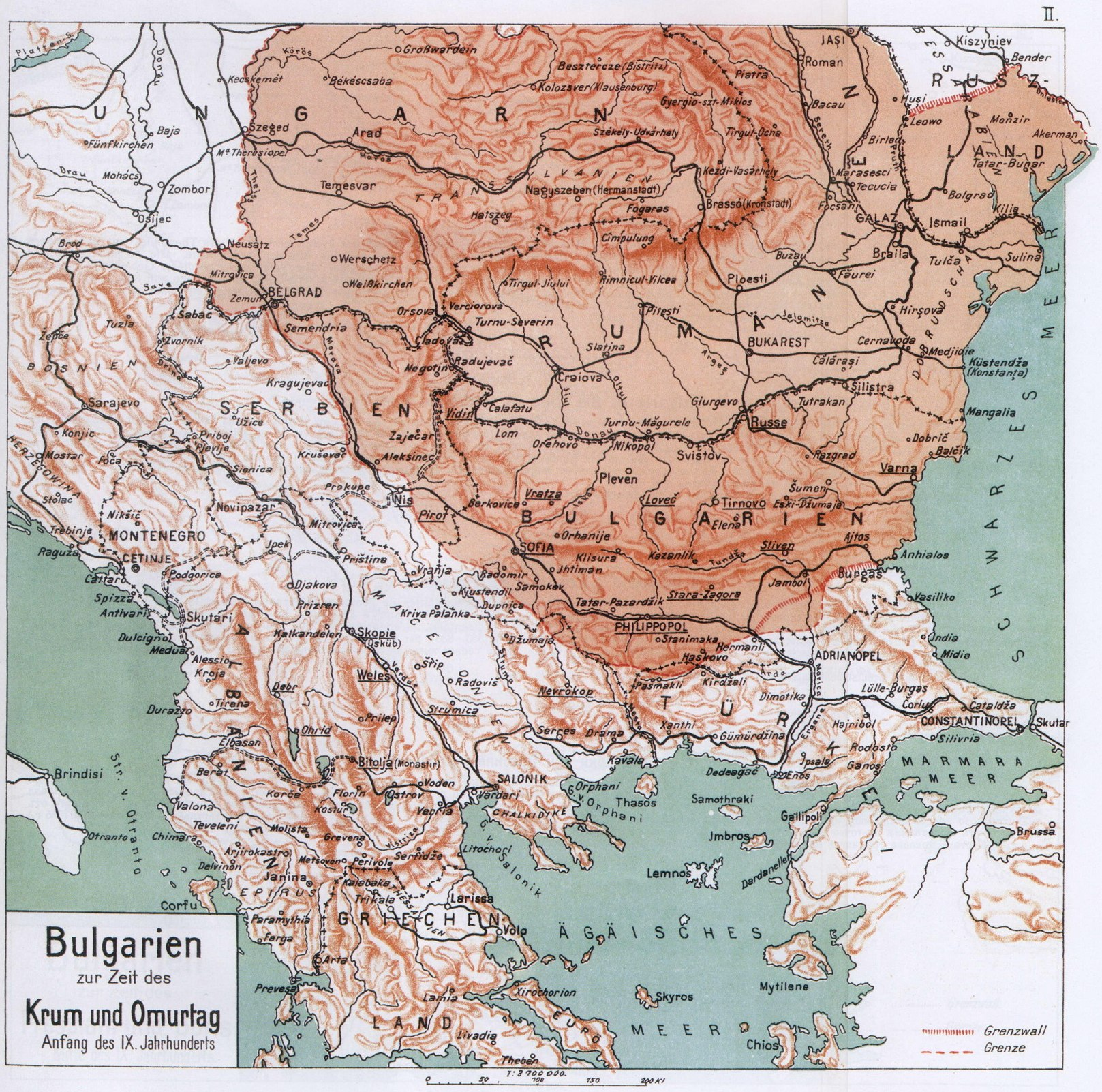
Territorio del Primer Imperio Búlgaro, siglo IX

En 818 las tribus eslavas de timocianos, abodritas y braničevci (que habitaban las tierras a lo largo del curso medio del Danubio, en los antiguos dominios ávaros) se rebelaron contra la cada vez más centralizada autoridad búlgara en el oeste y buscaron el apoyo del emperador franco Ludovico Pío. Entre 824 y 826 Omurtag intentó tratar con la corte franca con el fin de solucionar diplomáticamente el problema. Una vez fracasadas las gestiones para obtener la cooperación franca, Omurtag emitió un ultimátum en 826 y en 827 envió una flota por el Danubio y el Drava que restableció el control búlgaro en el sureste de Panonia. Los francos fueron derrotados en varios combates menores. Después del corto conflicto,  las relaciones entre los dos países mejoraron y Omurtag reemplazó a los jefes eslavos locales con sus lugartenientes. Eventos similares tuvieron lugar de nuevo en el año 829, con el mismo resultado. Esos acontecimientos están descritos en una inscripción conmemorativa del zera-tarjan Onegavon que apareció en el río Tisza. La victoria búlgara fue en gran medida debida a que los francos no tenían reclamaciones sobre los territorios búlgaros. Además, había una gran zona colchón entre el Danubio y el Tisza, que separaba a los dos estados. Los problemas en este caso fueron los intentos de varias tribus eslavas por conseguir mayor autonomía y su desacuerdo con la política centralista búlgara y la incorporación de los eslavos.

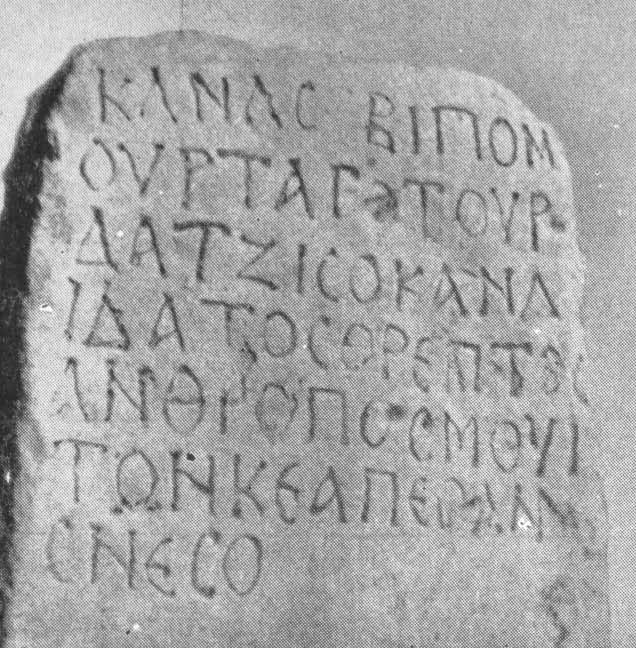
Inscription de Kanas (Knyaz) Omurtag

Otra inscripción conmemorativa, del kopan Okorsis que se encontró en el Dniéper, da testimonio de las actividades militares en la frontera noreste que datan desde 824. Sin embargo, no es seguro que los búlgaros lucharan. Por lo general se está de acuerdo en que fueron los magiares, pero recientemente la opinión del profesor Iván Bozhilov de que la guerra era contra los jázaros se ha convertido en la más popular. Aunque no hay evidencias directas de los resultados de la guerra, se puede suponer que terminó con una victoria búlgara debido a las rápidas y enérgicas medidas de precaución tomadas por Omurtag.

## Política interna
La larga paz fue tiempo favorable para una activa política interna en favor de una mayor consolidación de la nación búlgara, la formación y eliminación de muchas amenazas para la estabilidad interna y la urbanización intensiva.

### Administración

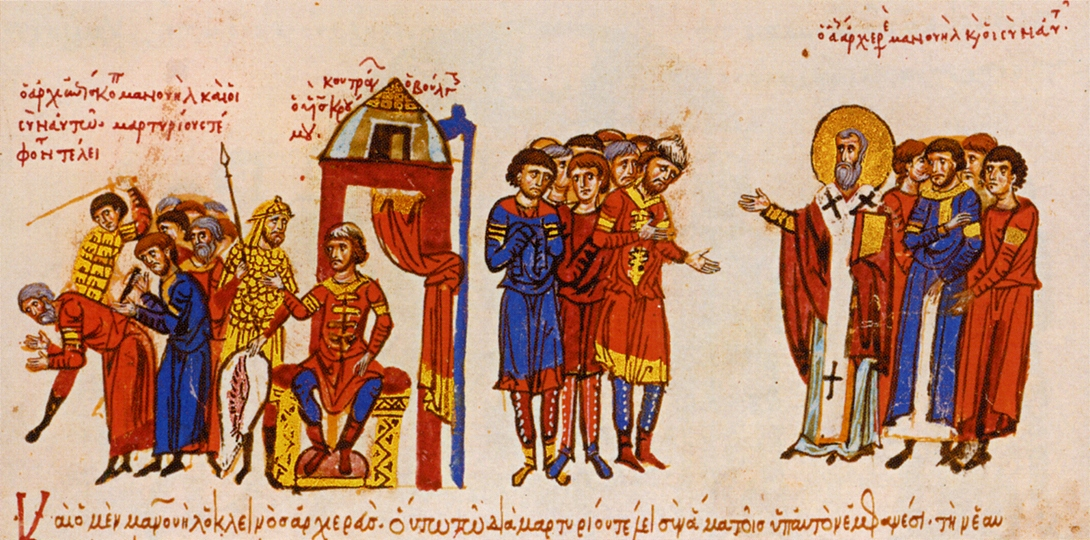
Omurtag ordena el asesinato de los cristianos

Después de los fracasados intentos de varios jefes eslavos de separarse de Bulgaria, Omurtag decidió eliminar la autonomía de las tribus eslavas en el vasto país. Hizo una reforma administrativa y dividió el estado en grandes provincias llamadas Komitato (en singular Komita) cuyos gobernadores eran nombrados directamente por el Knyazasubigi y tenían tanta autoridad militar como civil. El Komitato se dividía en pequeñas regiones llamadas Župis (en singular Župa). El área alrededor de la capital tenía un estatus especial. El ejército se integró y fue unificado; ya no se basaba en separar la infantería eslava y de la caballería búlgara. La importancia de los primeros ministros del Knyazasubigi, el kavján e ichirgu-boil creció. Como resultado de las reformas, Bulgaria se consolidó y se centralizo aún más.

### Actividad constructora
... El hombre, aunque viva bien, muere, y otro nace. El que nazca más tarde, cuando vea esta inscripción, recuerde al que la compuso. Y el nombre es Omurtag, Knyazasubigi.
De la  inscripción de Omurtag de Tarnovo

En su hogar Omurtag se comprometió a construir en gran escala, destinado tanto a recuperar su capital Pliska, que había sido destruido por los bizantinos en 811, y a fomentar el desarrollo de una serie de centros regionales, palacios y fortificaciones. Sus actividades constructivas fueron de gran contribución para el desarrollo de la cultura Pliska-Preslav. Muchas fuentes (Chatalski, inscripción de Tarnovo) e inscripciones conmemorativas se han preservado, dando testimonio de la reconstrucción de Pliska, la construcción de un nuevo palacio con una gran sala del trono y un templo para Tangra. Había un pasadizo de columnas de piedra con los nombres de los pueblos conquistados en Tracia. Una serie de palacios y fortalezas se construyeron a lo largo del Danubio, así como las residencias del Knyaz en Tarnovo y Chepelare. La construcción de estos proyectos requería una economía fuerte que Bulgaria obviamente poseía.

### Persecución de los cristianos

Soldados búlgaros masacran a los cristianos, del Menologium de Basilio II,.

Omurtag aplicó una política de represión contra los cristianos, en particular contra los prisioneros de guerra bizantinos que fueron establecidos en Bulgaria por su padre Knyaz Krum (en su mayoría al norte del Danubio). Esta política pudo haber sido motivada en parte por la invasión bizantina de 811 o con el inicio del proselitismo cristiano por los miembros de la sustancial población cautiva. En relación con estas políticas, Omurtag desheredo a su hijo mayor Enravota (Voin o Boyan), quien había mostrado simpatía por el cristianismo. Las inferencias sobre la política de Omurtag hacia los eslavos que se basan en el hecho de que mencionara a tribus eslavas entre sus enemigos en una inscripción o en los presuntos nombres eslavos de sus tres hijos son demasiado especulativas.
En el siglo XVII los búlgaros del Volga compusieron el Ja'far Tarikh (una obra de autenticidad en disputa) que representa a Amurtag o Yomyrčak (es decir, Omurtag) como el hijo de Korym (es decir, Krum).

## Conmemoración
El Omurtag Pass en la Isla Livingston, en las Islas Shetland del Sur, Antártida recibe el nombre de Omurtag de Bulgaria.
| Predecesor: Krum | Knyaz de Bulgaria 814-831 | Sucesor: Malamir |